# Vortex (maxisingle)
Vortex es un maxisingle del grupo musical Aviador Dro editado en mayo del año 1984 por el sello "DRO" bajo la referencia DRO-074. 
Fue grabado en los estudios Doublewtronics en noviembre de 1983 y producido por Jesús Gómez. La letra trata de un habitante del futuro atrapado en un bucle espacio-temporal.

## Lista de canciones
| Título                  | Autor              | Duración |
| ----------------------- | ------------------ | -------- |
| Vortex (remix)          | Servando Carballar | 4:28     |
| Síntesis (versión maxi) | Servando Carballar | 6:59     |